# I'm the Slime
I'm the Slime est une chanson de Frank Zappa figurant dans l'album Over-Nite Sensation. Elle dénonce le contrôle de l'esprit de la société américaine par les médias (radio et télévision). Frank voulait avoir des choristes féminines sur l'album, son gérant de tournée lui suggéra alors Tina Turner et les Ikettes, mais Ike Turner exigea qu'on paye ces dernières pas plus de 25 $ pour chaque chanson. On peut les entendre sur les chansons "I'm the slime", "Dirty love", "Dinah-Moe Humm" et "Montana". Durant l'enregistrement, Tina invita son mari (Ike Turner) à venir écouter le résultat, après avoir entendu les pièces, il rétorqua "Mais qu'est-ce que c'est que cette merde ?", avant de quitter précipitamment le studio. Il insista par la suite à ce qu'on n'inscrive pas le nom des choristes sur l'album de Zappa.

## Personnel
- Frank Zappa ; guitare, chant
- Kin Vassy ; voix
- Tina Turner et les Ikettes ; chant
- Ian Underwood ; clarinette, saxophone alto et ténor, flûte
- Bruce Fowler ; trombone
- Ruth Underwood ; percussion, marimba, vibraphone
- Jean-Luc Ponty ; violon, violon baryton
- George Duke ; claviers, synthétiseurs
- Tom Fowler ; basse
- Ralph Humphrey ; batterie